# محوطه کت یری نصرآباد
محوطه کت یری نصرآباد مربوط به سده‌های میانه و متاخر دوران‌های تاریخی پس از اسلام است و در شهرستان ورزقان، بخش مرکزی، دهستان ازومدل جنوبی، ۳ کیلومتری جنوب روستای نصیرآباد واقع شده و این اثر در تاریخ ۲۷ اسفند ۱۳۸۷ با شمارهٔ ثبت ۲۶۳۶۹ به‌عنوان یکی از آثار ملی ایران به ثبت رسیده است.